# Пшилускі (гміна Біла-Равська)
Пшилускі (пол. Przyłuski) — село в Польщі, у гміні Біла-Равська Равського повіту Лодзинського воєводства.
Населення — 149 осіб (2011).
У 1975-1998 роках село належало до Скерневицького воєводства.

## Демографія
Демографічна структура станом на 31 березня 2011 року:
|          | Загалом | Допрацездатний вік | Працездатний вік | Постпрацездатний вік |
| -------- | ------- | ------------------ | ---------------- | -------------------- |
| Чоловіки | 74      | 21                 | 40               | 13                   |
| Жінки    | 75      | 19                 | 38               | 18                   |
| Разом    | 149     | 40                 | 78               | 31                   |